# العلاقات البرتغالية الكوستاريكية
العلاقات البرتغالية الكوستاريكية هي العلاقات الثنائية التي تجمع بين البرتغال و‌كوستاريكا.

## مقارنة بين البلدين
هذه مقارنة عامة ومرجعية للدولتين:
| وجه المقارنة                                              | البرتغال                                                  | كوستاريكا                                 |
| --------------------------------------------------------- | --------------------------------------------------------- | ----------------------------------------- |
| المساحة (كم2)                                             | 92.21 ألف                                                 | 51.10 ألف                                 |
| عدد السكان (نسمة)                                         | 10.60 مليون                                               | 4.91 مليون                                |
| الكثافة السكانية (ن./كم²)                                 | 114.95                                                    | 96.09                                     |
| العاصمة                                                   | لشبونة                                                    | سان خوسيه                                 |
| اللغة الرسمية                                             | اللغة البرتغالية، اللغة الميراندية                        | اللغة الإسبانية                           |
| العملة                                                    | يورو، اسكودو برتغالي                                      | كولون كوستاريكي                           |
| الناتج المحلي الإجمالي (بليون دولار)                      | 217.57 مليار                                              | 57.06 مليار                               |
| الناتج المحلي الإجمالي (تعادل القوة الشرائية) بليون دولار | 307.82 مليار                                              | 74.98 مليار                               |
| الناتج المحلي الإجمالي الاسمي للفرد دولار أمريكي          | 19.22 ألف                                                 | 11.26 ألف                                 |
| الناتج المحلي الإجمالي للفرد دولار أمريكي                 | 28.76 ألف                                                 | 14.92 ألف                                 |
| مؤشر التنمية البشرية                                      | 0.830                                                     | 0.766                                     |
| رمز المكالمات الدولي                                      | +351                                                      | +506                                      |
| رمز الإنترنت                                              | .pt                                                       | .cr، قائمة نطاقات المستوى الأعلى للإنترنت |
| المنطقة الزمنية                                           | توقيت غرب أوروبا، توقيت غرب أوروبا الصيفي، أوروبا/لشبونة ‏ | 00                                        |

## منظمات دولية مشتركة
يشترك البلدان في عضوية مجموعة من المنظمات الدولية، منها:
| علم المنظمة | اسم المنظمة                               | تاريخ انضمام البرتغال | تاريخ انضمام كوستاريكا |
| ----------- | ----------------------------------------- | --------------------- | ---------------------- |
|             | الاتحاد البريدي العالمي                   | ?                     | ?                      |
|             | يونسكو                                    | 11 مارس 1965          | 19 مايو 1950           |
|             | البنك الدولي للإنشاء والتعمير             | 29 مارس 1961          | 8 يناير 1946           |
|             | منظمة التجارة العالمية                    | ?                     | ?                      |
|             | وكالة ضمان الاستثمار متعدد الأطراف        | 6 يونيو 1988          | 8 فبراير 1994          |
|             | الاتحاد الدولي للاتصالات                  | 1866                  | 13 سبتمبر 1932         |
|             | منظمة الشرطة الجنائية الدولية             | ?                     | ?                      |
|             | مؤسسة التمويل الدولية                     | 8 يوليو 1966          | 20 يوليو 1956          |
|             | الأمم المتحدة                             | 14 ديسمبر 1955        | 2 نوفمبر 1945          |
|             | مؤسسة التنمية الدولية                     | 29 ديسمبر 1992        | 30 يونيو 1961          |
|             | الفريق المعني برصد الأرض                  | ?                     | ?                      |
|             | منظمة حظر الأسلحة الكيميائية              | ?                     | ?                      |
|             | المركز الدولي لتسوية المنازعات الاستشارية | 1 أغسطس 1984          | 27 مايو 1993           |

## أعلام
هذه قائمة لبعض الشخصيات التي تربطها علاقات بالبلدين:
- أنطونيو بينتو سواريس (سياسي كوستاريكي، 1780 – 1865)

## وصلات خارجية
- موقع وزارة الخارجية البرتغالية
- موقع وزارة الخارجية الكوستاريكية